# تئاتر فورست
تئاتر فورست (انگلیسی: Forrest Theatre) یک سالن تئاتر در شهر فیلادلفیا، ایالات متحده آمریکا است.
این تئاتر که در سال ۱۹۲۸ تأسیس شده متعلق به سازمان شوبرت است و دارای ۱٬۸۵۱ نفر ظرفیت است.

## نگارخانه

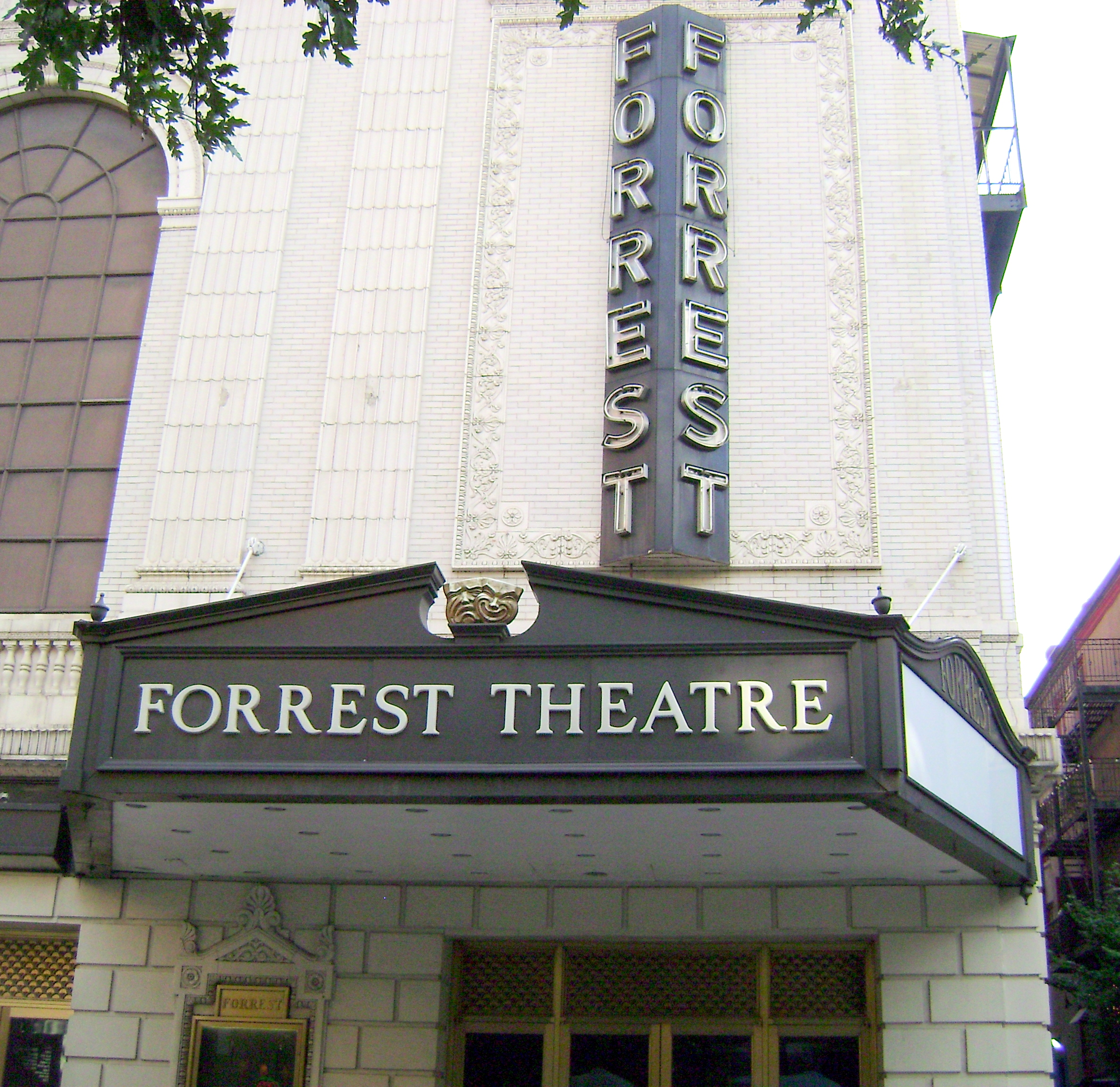
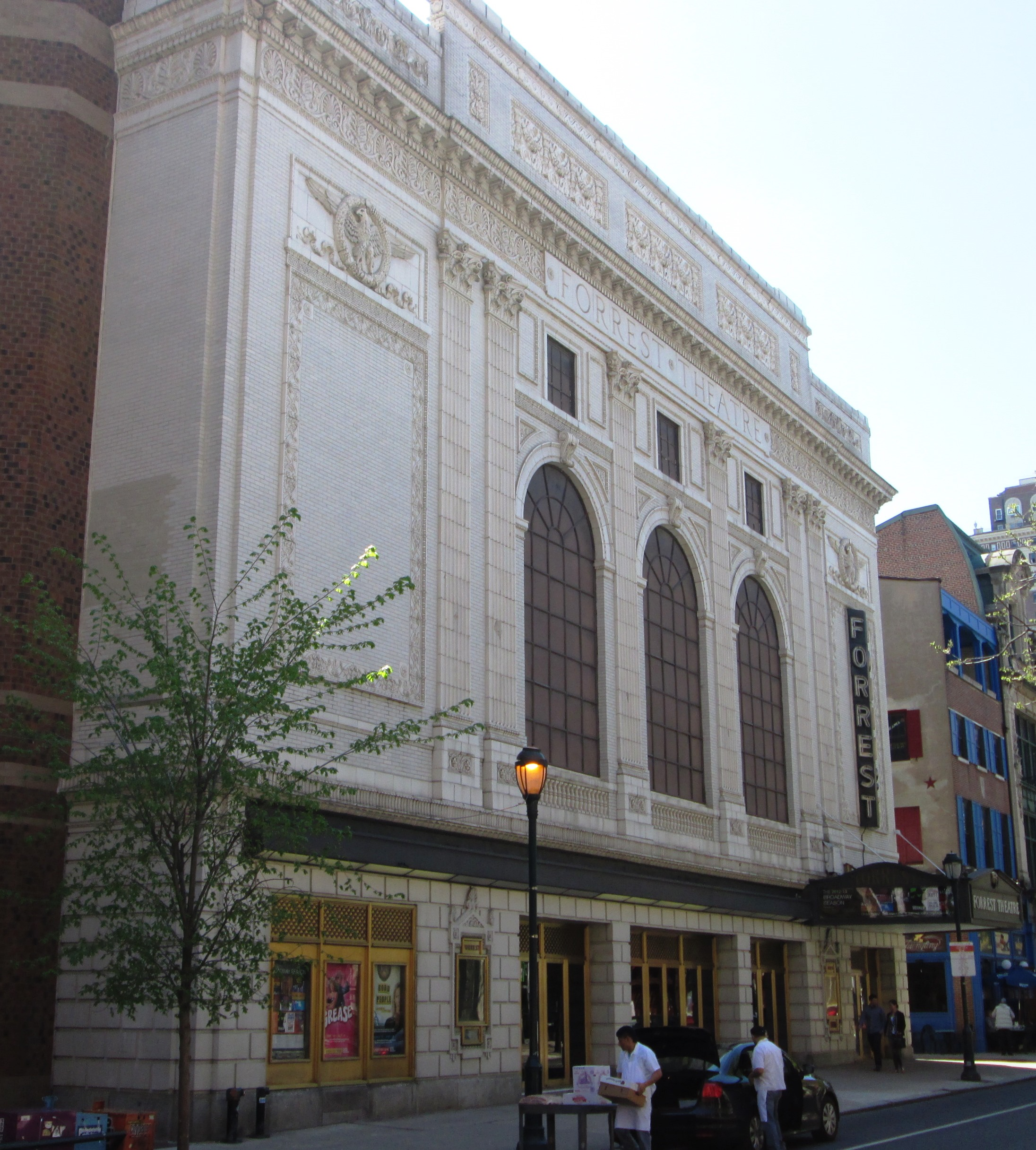